# Хованский, Александр Панкратьевич
Александр Панкратьевич Хова́нский (настоящая фамилия — Улу́пов; 1890—1962) — русский, советский актёр театра и кино. Народный артист РСФСР (1954). Лауреат Сталинской премии второй степени (1951).

## Биография

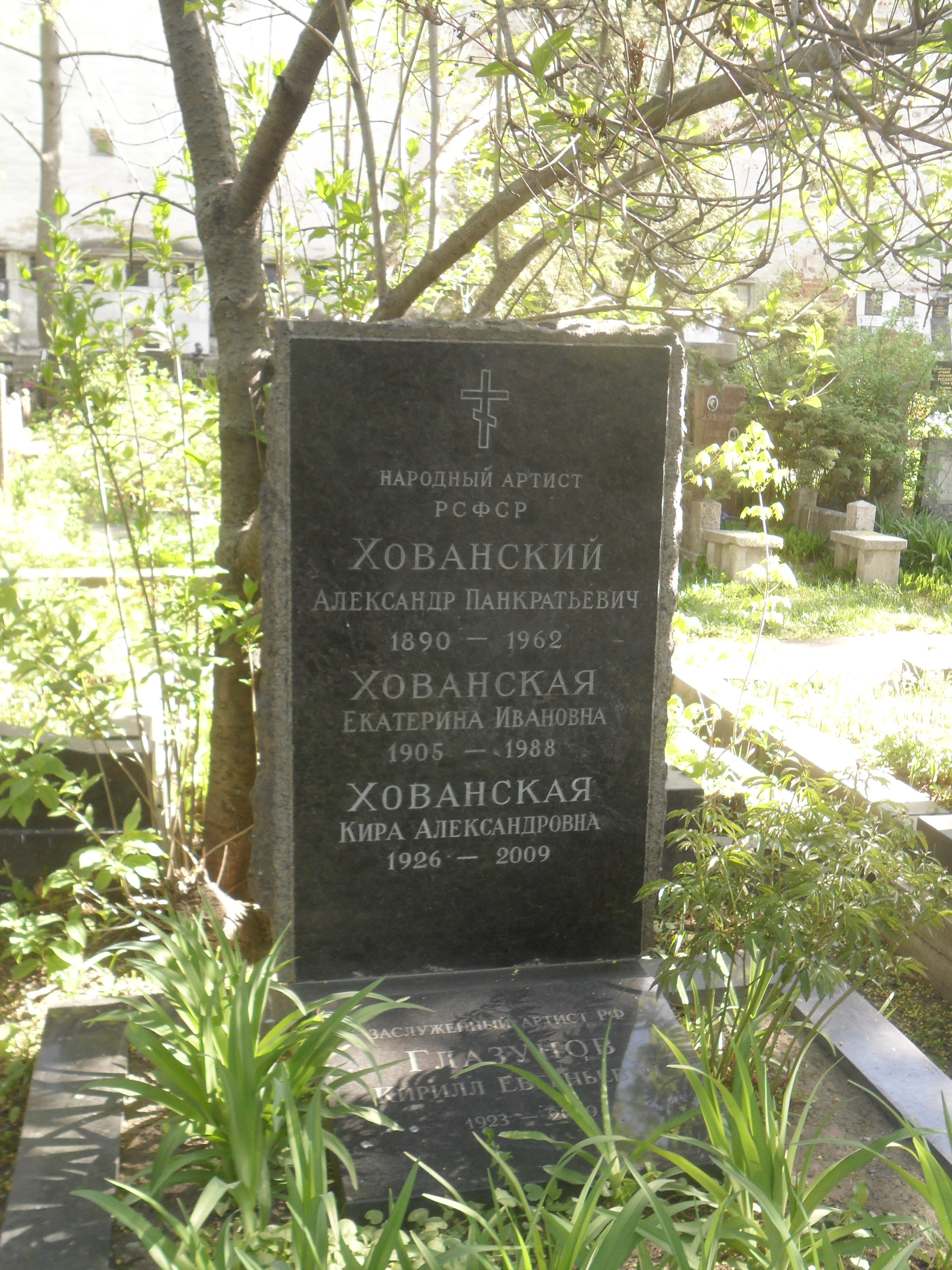
Могила Хованского на Новодевичьем кладбище Москвы.

А. П. Улупов родился 19 (31 марта) 1890 года в Санкт-Петербурге. С 1908 года в Архангельском театре, затем в театрах Вильно, Владивостока, Воронежа. В 1919—1924 годах в Петроградском АТД. В 1924—1933 годах в театрах Нижнего Новгорода, Астрахани, Саратова. В 1933—1962 годах актёр ЦТСА. В 1944—1946 годах актёр МХАТ.
Жена — актриса ЦАТСА Хованская (Куприянова) Екатерина Ивановна.
А. П. Хованский умер 10 декабря 1962 года. Похоронен в Москве на Новодевичьем кладбище (участок № 3).

## Творчество

### Роли в театре
- «Гибель эскадры» А. Е. Корнейчука — боцман Кобза
- «Бойцы» Б. С. Ромашова — Игнат Петрович Ленчицкий
- «Нашествие» Л. М. Леонова — Фёдор Иванович Таланов
- «Голос Америки» Б. А. Лавренёва — Эрл Х. Скундрел
- 1944 — «Сталинградцы» Ю. Чепурина— Лавров, начштаба армии
- «Флаг адмирала» А. П. Штейна — Нельсон
- «На всякого мудреца довольно простоты» А. Н. Островского — Егор Дмитриевич Глумов
- «Волки и овцы» А. Н. Островского — Василий Иванович Беркутов
- «Дело» А. В. Сухово-Кобылина — Кандид Касторович Тарелкин
- «Васса Железнова» М. Горького — Прохор
- «Профессия миссис Уоррен» Б. Шоу — Гарднер

### Фильмография
- 1916 — На последнюю пятёрку
- 1939 — Поднятая целина — Кондрат Христофорович Майданников
- 1957 — Рассказы о Ленине — Оратор
- 1960 — Повесть пламенных лет — эпизод

## Награды и премии
- народный артист РСФСР (1954)
- Сталинская премия второй степени (1951) — за исполнение роли адмирала Нельсона в спектакле «Флаг адмирала» А. П. Штейна